# Gorlice Glinik
Gorlice Glinik – przystanek kolejowy w Gorlicach, w województwie małopolskim, w Polsce.

## Ruch pasażerski
| Rok  | Wymiana pasażerska na dobę |
| ---- | -------------------------- |
| 2017 | 0-9                        |
| 2022 | 0-9                        |

Zmiany nazwy przystanku:
- 1906 – Glinik Maryampolski
- 1927 – Glinik Marjampolski
- 1939 – Glinik Mariampolski
- 1968 – Gorlice Glinik

Od 12 grudnia 2010 do 11 grudnia 2011 przystanek był obsługiwany przez zastępczą komunikację autobusową Przewozów Regionalnych. Na przystanku zatrzymywały się trzy pary autobusów linii Stróże – Biecz i Biecz – Stróże. W roku 2016 został przywrócony ruch pasażerski na linii 110 – do centrum Gorlic. Pociągi zatrzymują się na stacji w weekendy – w piątki i w niedziele.